# Cummins ISF
Cummins ISF — дизельный двигатель внутреннего сгорания, выпускаемый американской компанией Cummins с 2005 года в Китае.

## Cummins ISF2.8
Двигатель Cummins ISF 2.8 устанавливается на малотоннажные грузовые автомобили полной массой до 3,5 тонн. Он оснащён передовой теплотехникой, электронной интеграцией, ТНВД и турбонагнетателем Cummins wastegate. В России с 2010 года двигатель устанавливается на автомобили ГАЗель Бизнес и Соболь, а с 2013 года — на автомобили ГАЗель NEXT.

### Модификации
- Cummins ISF2.8 s3129T. Выпускался с 2010 по 2012 год.
- Cummins ISF2.8 s4129T. Выпускается с 2013 года[5].

## Cummins ISF3.8
Двигатель Cummins ISF 3.8 устанавливается на среднетоннажные грузовые автомобили полной массой от 3,5 тонн, автобусы, погрузчики и тягачи. Впервые он был представлен на автомобилях Foton, а позднее двигатель начал устанавливаться на автобусы ПАЗ-3205, ПАЗ-3237, ПАЗ-4234 и ПАЗ-3204, а также на автомобили Валдай, ГАЗ-3309 и МАЗ-4370, позже - на ГАЗон NEXT

## Галерея

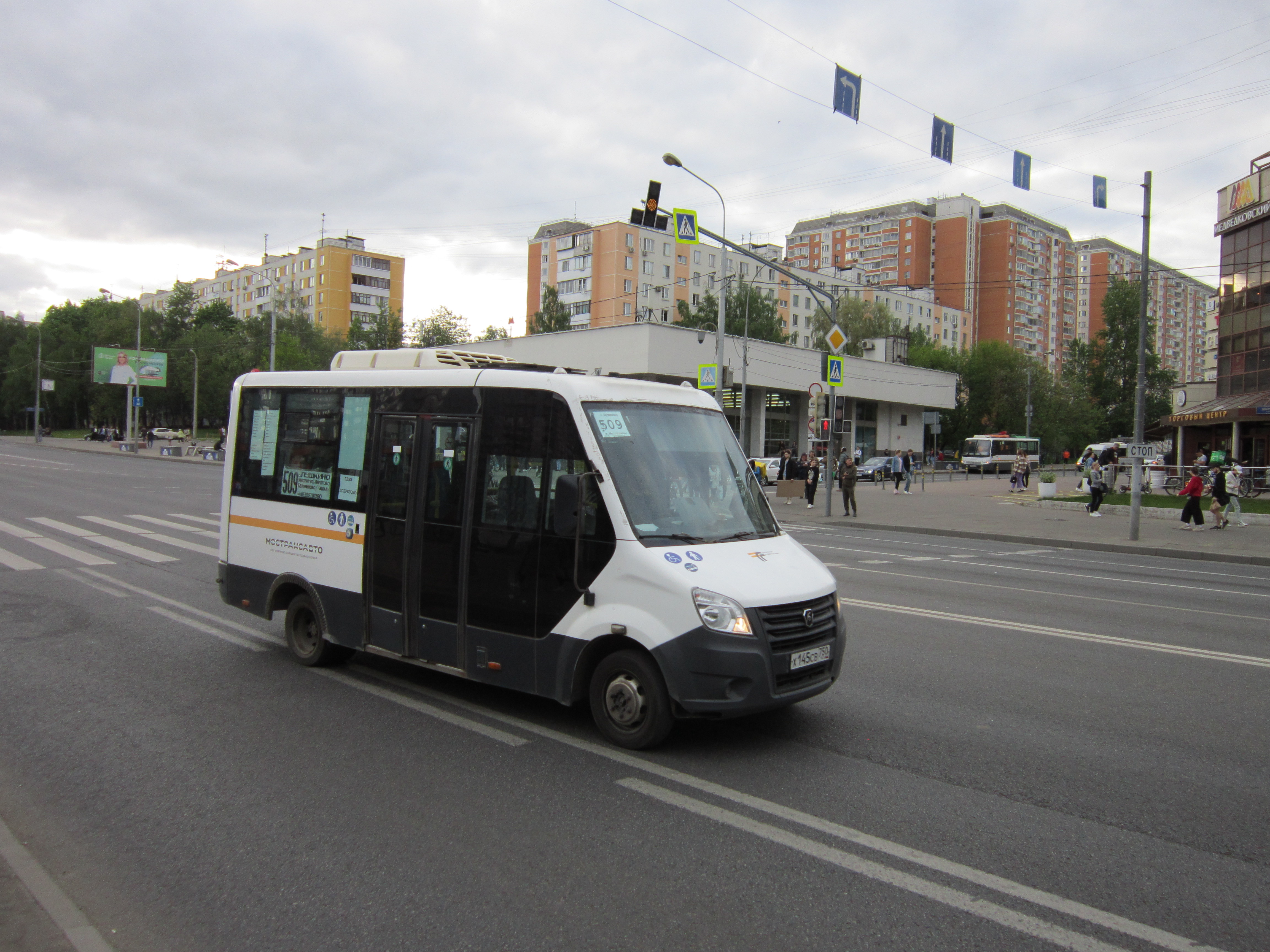
Луидор-2250DS с двигателем Cummins ISF2.8
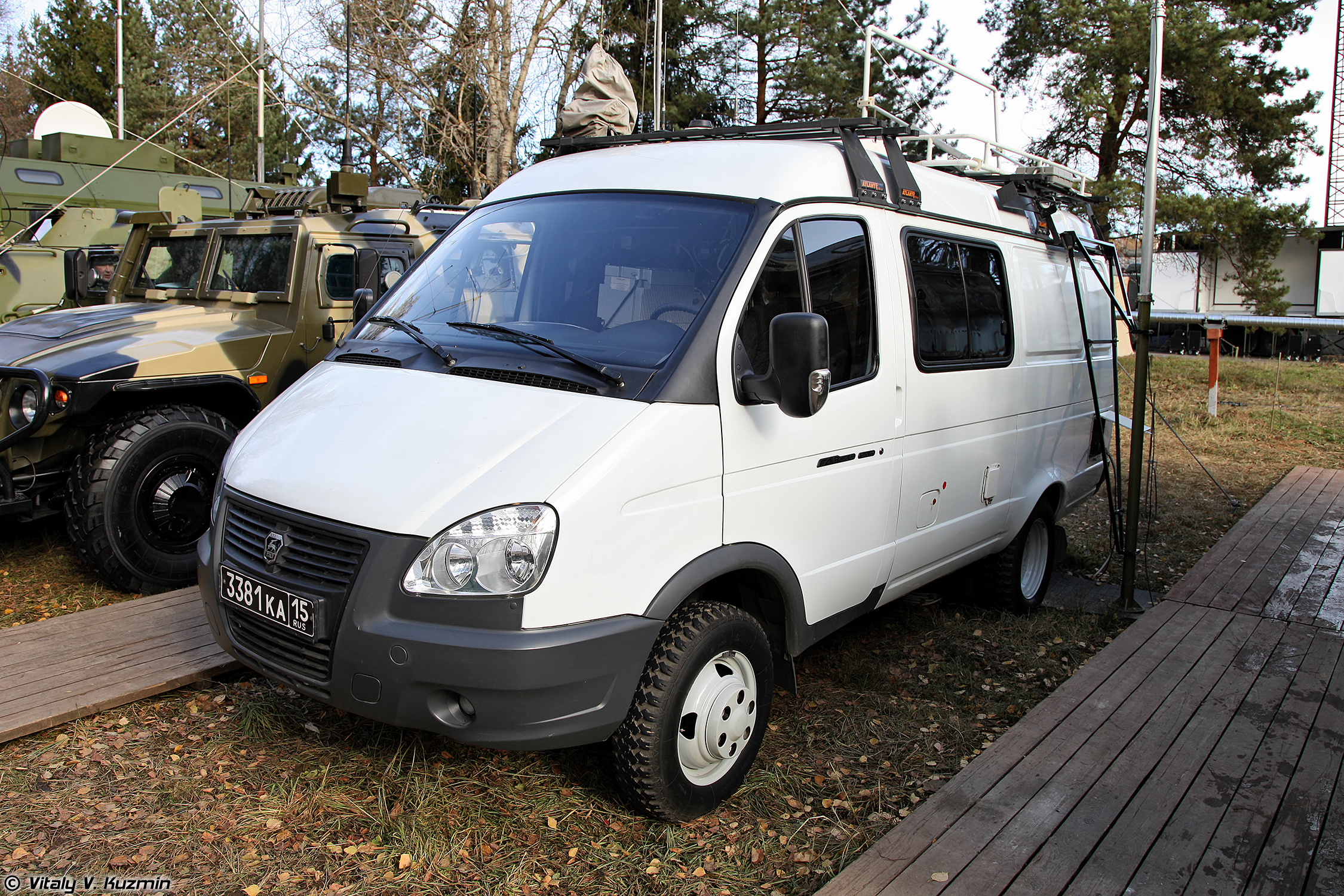
Полноприводная ГАЗель Бизнес с двигателем Cummins ISF2.8
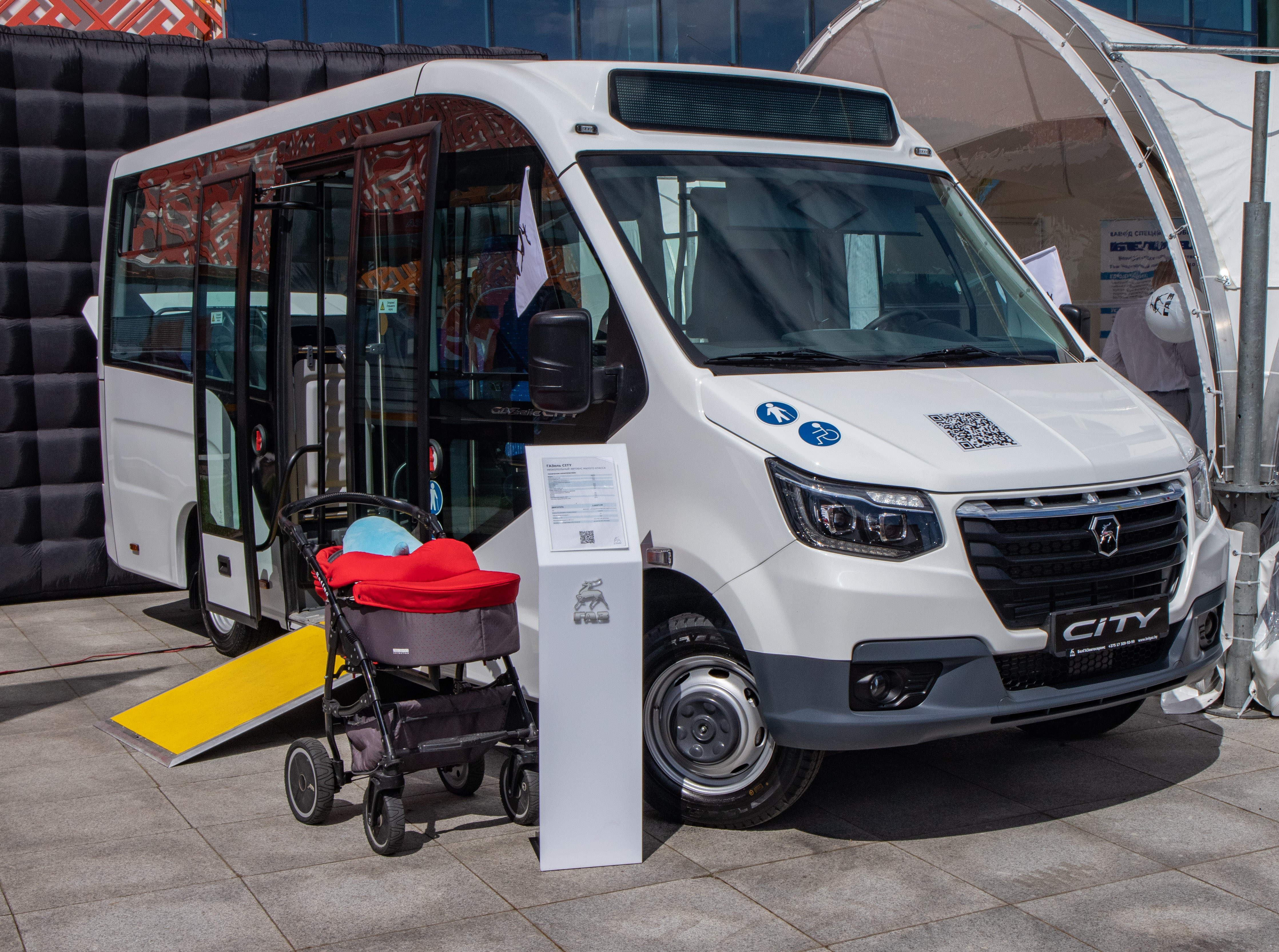
ГАЗель City с двигателем Cummins 2.8
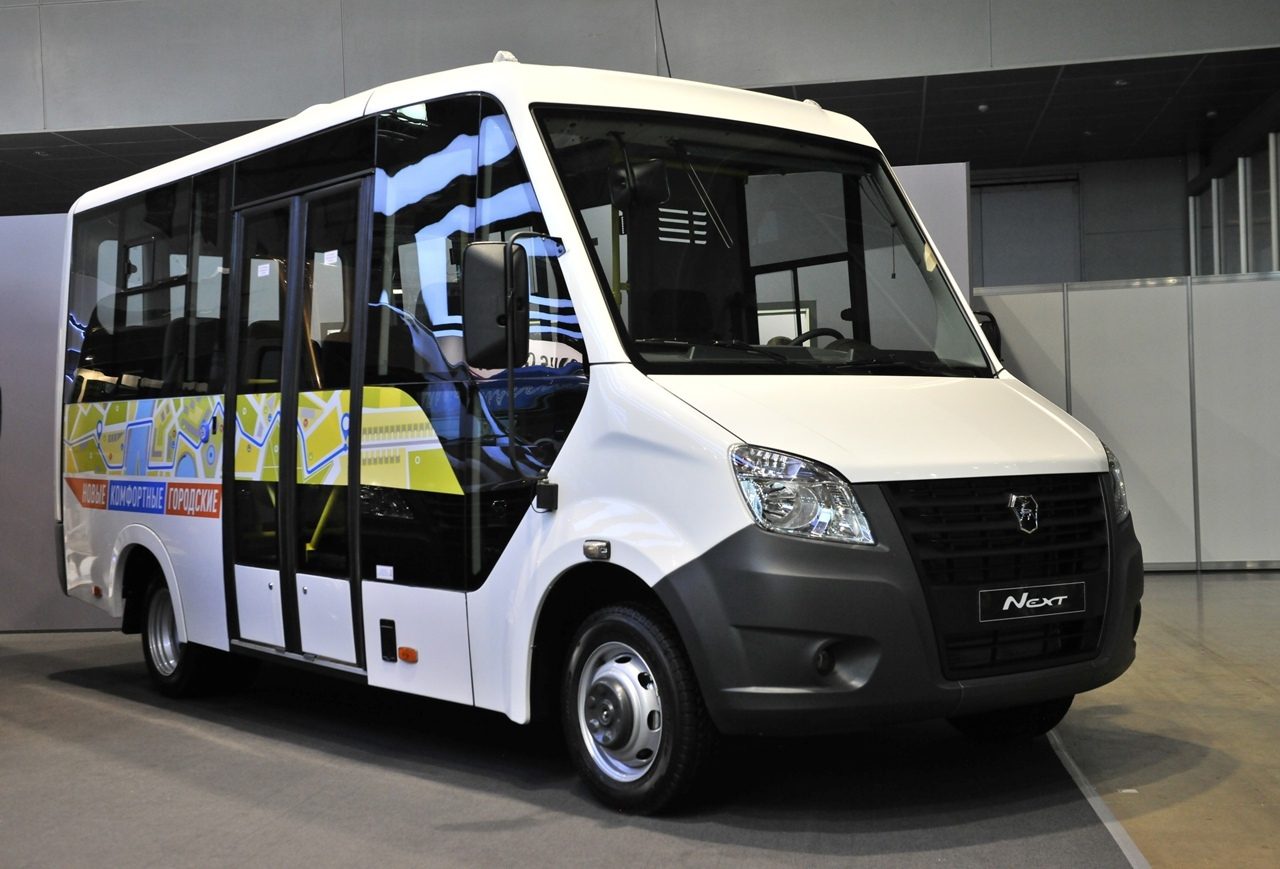
ГАЗель Citiline с двигателем Cummins ISF2.8
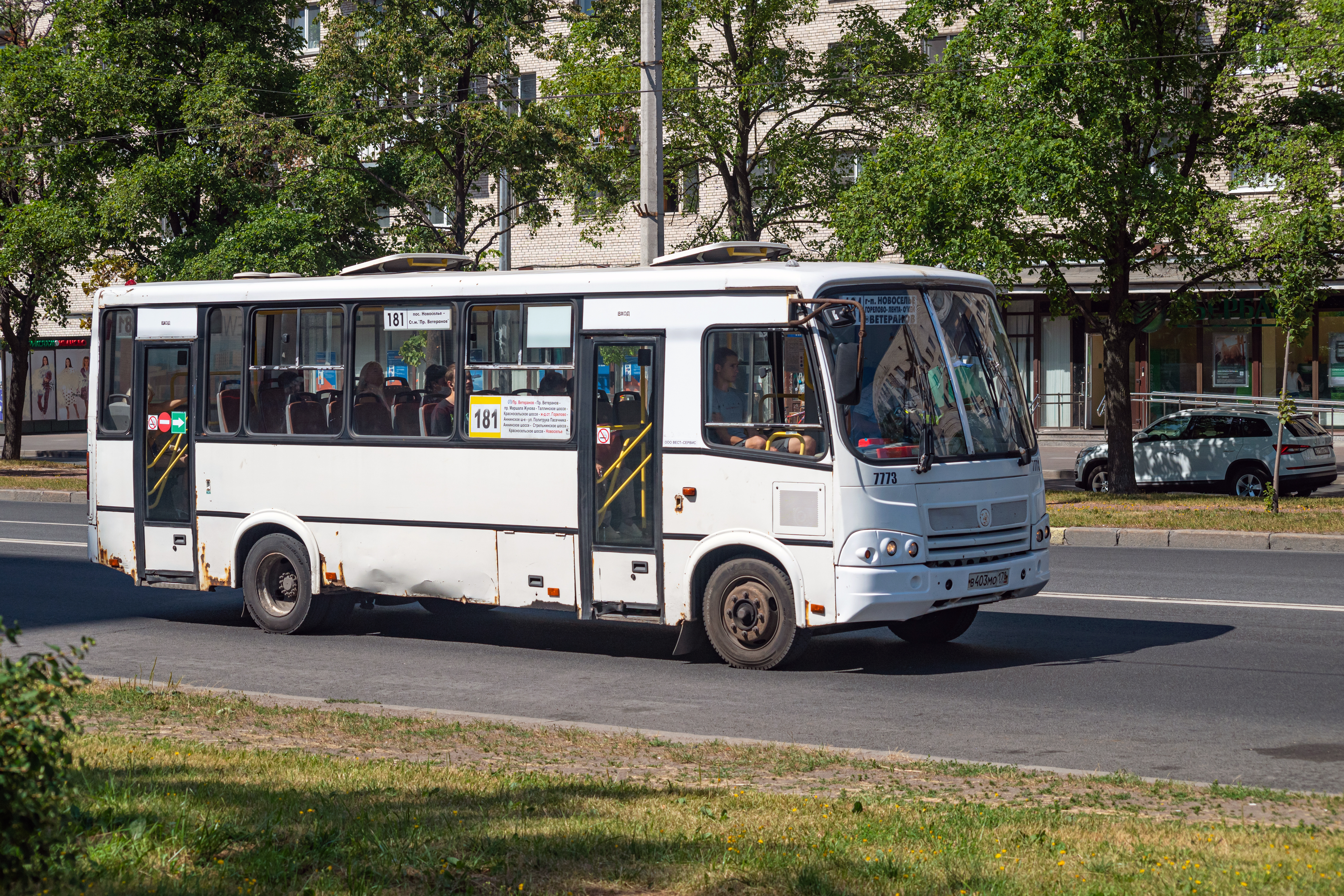
ПАЗ-320412-05 с двигателем Cummins ISF3.8